# 283 př. n. l.

## Úmrtí
- ? – Démétrios z Faléru, řecký řečník, filozof a politik (* cca 350 př. n. l.)

## Hlavy států
- Seleukovská říše – Seleukos I. Níkátor (312 – 281 př. n. l.)
- Egypt – Ptolemaios I. Sótér (310 – 282 př. n. l.) a Ptolemaios II. Filadelfos (285 – 246 př. n. l.)
- Bosporská říše – Pairisades II. (284 – 245 př. n. l.)
- Pontus – Mithridates I. (302 – 266 př. n. l.)
- Bithýnie – Zipoetes I. (326 – 278 př. n. l.)
- Sparta – Areus I. (309 – 265 př. n. l.) a Archidámos IV. (305 – 275 př. n. l.)
- Athény – Euthius (284 – 283 př. n. l.) » Nicias (283 – 282 př. n. l.)
- Makedonie – Lýsimachos (288 – 281 př. n. l.)
- Epirus – Pyrrhos (297 – 272 př. n. l.)
- Odryská Thrácie – Cotys II. (300 – 280 př. n. l.)
- Římská republika – konzulové Publius Cornelius Dolabella a Cn. Domitius Calvinus Maximus (283 př. n. l.)
- Syrakusy – Hicetas (289 – 280 př. n. l.)
- Numidie – Zelalsen (343 – 274 př. n. l.)